# النذير (مجلة)
النذير كانت مجلة إسلامية أسبوعية باللغة العربية صدرت في القاهرة، بمصر، لمدة عام واحد بين عامي 1938 و1939. وكان عنوانها الفرعي "أسبوعية إسلامية سياسية". وهي معروفة بأنها إحدى الصحف الرسمية لجماعة الإخوان المسلمين التي حُظرَت في تشرين الأول 1939.

## التاريخ والملف الشخصي
نُشرت مجلة النذير عددها الأول في 30 أيار 1938. كانت المجلة إحدى صحف جماعة الإخوان المسلمين وقد كان سبب إطلاق هذه المجلة هو إغلاق ومنع إحدى منشورات الإخوان الأخرى، وهي الصحيفة الأسبوعية المعروفة باسم مجلة الإخوان المسلمين. وكان صاحب الترخيص هو محمود أبو زيد الذي كان عضوًا في جماعة الإخوان المسلمين حتى عام 1939 حين تركها ليشكل جماعة إسلامية أخرى تسمى جمعية شباب محمد. صدرت مجلة النذير أسبوعيًا، وكان رئيس تحريرها صالح عشماوي.
ومن بين المساهمين في النذير حسن البنا وصهره عبد الحكيم عابدين. وفي العدد الأول من مجلة النذير أعلن البنا في مقال له بعنوان خطوتنا الثانية أن محور اهتمام الإخوان قد تحول من النشاط الديني والثقافي والتربوي إلى النشاط السياسي وأنهم لن يتكلموا فقط من الآن فصاعدًا بل سيتكلمون ويناضلون ويمارسون أعمالا عملية. كما تم الإعلان عن الأهداف السياسية التي وضعها مجلس الإرشاد العام لجماعة الإخوان المسلمين في العدد الأول من المجلة على النحو التالي:
1. زيادة الوعي السياسي في عشرات الآلاف من أعضائها والشباب المصري بشكل عام
2. فتح قنوات إضافية ليعمل فيها أعضاء وفروع الإخوان المسلمين.[1]

كانت مجلة النذير تنشر بشكل متكرر مقالات عن القضية الفلسطينية، والتي تعكس آراء الإخوان المسلمين. كما غطت الافتتاحيات والمحتوى المحذر من خطر الصهيونية على مصر في المستقبل إن نجحوا بتشكيل دولة، وهي خطرات كان يكتبها محمود صالح. كان يُطلق على أدولف هتلر اسم الحاج هتلر في صفحات النذير حيث لم تبدأ الحرب العالمية الثانية بعد.
حظرت الحكومة المصرية مجلة النذير في 16 تشرين الأول 1939 بسبب ارتباطها الوثيق بجماعة الإخوان المسلمين. قبل إغلاقها، أصبحت العلاقات بين صالح عشماوي وزعيم الإخوان المسلمين حسن البنا متوترة، ورُفضَت عضوية عشماوي في الإخوان المسلمين، مما أدى إلى نهاية وظيفة وجود المجلة.

### الانطلاقات الفرعية
وقد أصدر القطاع السوري من جماعة الإخوان المسلمين في سبعينيات وثمانينيات القرن العشرين مطبوعة تحمل نفس الاسم.